# Restons ensemble
Pour les articles homonymes, voir Let's Stick Together (homonymie).
Pour plus de détails, voir Fiche technique et Distribution.
Restons ensemble (Let's Stick Together) est un dessin animé de la série des Donald Duck produit par Walt Disney pour RKO Radio Pictures, sorti le 25 avril 1952.

## Synopsis
Alors que Donald est un vieillard à la barbe blanche qui nettoie le parc public avec une pique à papier, Spike la vieille abeille nous explique comment des années auparavant ils devinrent amis et montèrent ensemble différentes combines au point de créer un véritable empire, et comment une jolie autre abeille mit tout cela par terre...

## Fiche technique
- Titre original : Let's Stick Together
- Autres titres :
  - France : Restons ensemble (ou Soyons Associés ou Souvenirs d'Abeille[2])
- Série : Donald Duck
- Réalisateur : Jack Hannah
- Voix : Clarence Nash (Donald), June Foray (la voix de la femme de Spike ainsi que celles de certains enfants) et Bill Thompson (Spike)
- Scénaristes : Al Bertino et Nick George
- Animateurs : Bill Justice, George Kreisl, Volus Jones, Marvin Woodward
- Effets visuels : Blaine Gibson
- Layout : Yale Gracey
- Background : Thelma Witmer
- Musique : Oliver Wallace
- Producteur : Walt Disney
- Société de production : Walt Disney Productions
- Distributeur : RKO Pictures
- Format d'image : couleur (Technicolor)
- Son : Mono (RCA Photophone)
- Durée : 6 min
- Langue : (en)
- Pays de production :  États-Unis
- Date de sortie : 25 avril 1952

## Voix françaises
- Sylvain Caruso : Donald Duck
- Philippe Dumat : Le vieux Spike

## Commentaires
Sur la plateforme Disney+, le cartoon est renommé Restons ensemble

## Titre en différentes langues
D'après IMDb :
- Suède : Kalle Ankas kompanjoner